# 1684
1684. је била проста година.

## Догађаји

### Март
- 5. март — Свето римско царство, Пољска и Млетачка република су образовале Свету лигу против Османског царства.

## Рођења

### Мај
- 24. мај — Карл Александар, војвода од Виртемберга, аустријски фелдмаршал